# Gwangheungchang (metropolitana di Seul)
Gwangheungchang (광흥창역 - 廣興倉驛, Gwangheungchang-nyeok ) è una stazione della metropolitana di Seul servita dalla linea 6 della metropolitana di Seul. La stazione si trova nel quartiere di Mapo-gu, a Seul. Il sottotitolo della stazione è Seogang (서강 - 西江, Seogang ).

## Linee
SMRT
● Linea 6 (Codice: 624)

## Struttura
La stazione è costituita da un marciapiede a isola con due binari passanti al centro protetti da porte di banchina.
| Direzione Eungam     | ● Linea 6 | per Hapjeong, World Cup Stadium, Digital Media City e Eungam |
| Direzione Bonghwasan | ● Linea 6 | per Gongdeok, Sindang, Seokgye e Bonghwasan                  |

## Stazioni adiacenti
| «       | Servizio | »        |
| Linea 6 | Linea 6  | Linea 6  |
| ------- | -------- | -------- |
| Sangsu  | -        | Daeheung |